# Gillian Shephard
Gillian Patricia Shephard, baronowa Shephard of Northwold (ur. 22 stycznia 1940 w Cromer) – brytyjska polityk, członkini Partii Konserwatywnej, minister w rządzie Johna Majora. Urodziła się jako Gillian Patricia Watts, córka Reginalda i Berthy.
Wykształcenie odebrała w North Walsham Girls’ High School oraz w St Holda's College na Uniwersytecie w Oksfordzie. Uzyskała tam tytuł magistra języków współczesnych. Następnie została nauczycielką i pracowała jako inspektor szkolny w radzie hrabstwa Norfolk w latach 1963–1975. W latach 1975–1977 pracowała dla Anglia Television. 27 grudnia 1975 r. poślubiła Thomasa Shepharda. Nie ma z nim dzieci.
W 1987 r. została wybrana do Izby Gmin z okręgu South West Norfolk. W 1988 r. została parlamentarnym prywatnym sekretarzem Petera Lilleya. W 1989 r. został parlamentarnym podsekretarzem stanu w ministerstwie zabezpieczenia socjalnego. W 1990 r. został ministrem stanu Skarbu. W 1991 r. został zastępcą przewodniczącego Partii Konserwatywnej. Po wyborach 1992 r. została członkiem gabinetu jako minister zatrudnienia, a od 1993 r. minister rolnictwa, rybołówstwa i żywności. W 1994 r. została ministrem edukacji, a po połączeniu jej resortu z ministerstwem zatrudnienia stanęła na czele ministerstwa edukacji i zatrudnienia.
Na tym stanowisku pozostała do przegranych przez Partię Konserwatywną wyborów 1997 r. W gabinecie cieni Williama Hague była przewodniczącym Izby Gmin, a od 1998 r. ministrem środowiska, transportu i regionów. W 1999 r. opuściła gabinet cieni i zasiadła w tylnych ławach parlamentu. W 2005 r. zrezygnowała z ubiegania się o reelekcję. 13 maja tego roku otrzymała dożywotni tytuł parowski baronowej Shephard of Northwold i zasiadła w Izbie Lordów. Obecnie jest przewodniczącą Konserwatywnych Przyjaciół Izraela.